# Bahraini Premier League
Die Bahraini Premier League ist die höchste Spielklasse Bahrains im Fußball unter der Aufsicht der Bahrain Football Association. Der Wettbewerb wurde erstmals 1957 ausgetragen. In der Saison 2008/09 umfasste die Anzahl der teilnehmenden Vereine 19 Mannschaften, nachdem 2008 die höchste und zweithöchste Liga zusammengelegt worden waren. Alle Vereine spielten in dieser Saison nur je einmal gegeneinander, um am Ende der Saison jene zehn Vereine zu ermitteln, welche die neue Premier League bildeten. Die letzten neun Teams dieser Tabelle spielten 2009/10 in der 2. Liga, der Second Division. Seither gibt es zwischen den beiden Ligen einen Direktaufsteiger bzw. -absteiger sowie ein Relegationsspiel zwischen zwei weiteren Mannschaften. Der Meister qualifiziert sich direkt für den AFC Cup.
Der Muharraq Club ist mit 34 Titeln der Rekordsieger, gefolgt vom  al-Riffa SC mit 14 Erfolgen.

## Modus
Die zwölf teilnehmenden Mannschaften der Bahraini Premier League treten jeweils zwei Mal pro Saison in einem Heim- und einem Auswärtsspiel gegeneinander an. Die Meisterschaft ist somit nach nur 22 Spieltagen entschieden. Gespielt wird von September bis zum Mai des Folgejahres.

## Vereine 2024/25
| Verein           | Beheimatet in |
| ---------------- | ------------- |
| A'Ali CSC (N)    | A'ali         |
| al-Ahli          | Manama        |
| Al-Khaldiya SC   | Hamad Town    |
| Muharraq Club    | al-Muharraq   |
| al-Najma Club    | Manama        |
| Al-Riffa SC      | Riffa         |
| Al-Shabab        | Manama        |
| Bahrain Club (N) | al-Muharraq   |
| East Riffa Club  | Riffa         |
| Malkiya Club (N) | Al-Mālikīya   |
| Manama Club      | Manama        |
| Sitra Club       | Sitra         |

## Alle Meister
| - 1957 – Muharraq Club - 1958 – Muharraq Club - 1959 – Al-Nasr SC - 1960 – Muharraq Club - 1961 – Muharraq Club - 1962 – Muharraq Club - 1963 – Muharraq Club - 1964 – Muharraq Club - 1965 – Muharraq Club - 1966 – Muharraq Club - 1967 – Muharraq Club - 1968 – Bahrain Club - 1969 – al-Ahli (Bahrain) - 1970 – Muharraq Club - 1971 – Muharraq Club - 1972 – al-Ahli (Bahrain) - 1973 – Muharraq Club - 1974 – Muharraq Club - 1975 – al-Arabi (Bahrain) - 1976 – Muharraq Club - 1977 – al-Ahli (Bahrain) - 1978 – Bahrain Club - 1979 – al-Hala - 1980 – Muharraq Club | - 1981 – Bahrain Club - 1982 – Al-Riffa SC - 1983 – Muharraq Club - 1984 – Muharraq Club - 1985 – Bahrain Club - 1986 – Muharraq Club - 1987 – West Riffa Club - 1988 – Muharraq Club - 1989 – Bahrain Club - 1990 – Al-Riffa SC - 1991 – Muharraq Club - 1992 – Muharraq Club - 1993 – Al-Riffa SC - 1994 – East Riffa Club - 1995 – Muharraq Club - 1996 – al-Ahli (Bahrain) - 1997 – West Riffa Club - 1998 – West Riffa Club - 1999 – Muharraq Club - 2000 – Al-Riffa SC - 2001 – Muharraq Club - 2002 – Muharraq Club - 2003 – Al-Riffa SC - 2004 – Muharraq Club | - 2005 – Al-Riffa SC - 2006 – Muharraq Club - 2007 – Muharraq Club - 2008 – Muharraq Club - 2009 – Muharraq Club - 2009/10 – al-Ahli (Bahrain) - 2010/11 – Muharraq Club - 2011/12 – Al-Riffa SC - 2012/13 – Busaiteen Club - 2013/14 – Al-Riffa SC - 2014/15 – Muharraq Club - 2015/16 – Al-Hidd SCC - 2016/17 – Malkiya Club - 2017/18 – Muharraq Club - 2018/19 – Al-Riffa SC - 2019/20 – Al-Hidd SCC - 2020/21 – Al-Riffa SC - 2021/22 – Al-Riffa SC - 2022/23 – Al-Khaldiya SC - 2023/24 – Al-Khaldiya SC - 2024/25 – Muharraq Club - 2025/26 – |

## Torschützenkönige
| Jahr    | Spieler                                        | Mannschaft                | Tore |
| ------- | ---------------------------------------------- | ------------------------- | ---- |
| 2003/04 | Duaij Naser Abdulla                            | Muharraq Club             | 15   |
| 2004/05 | Salman Isa                                     | Al-Riffa SC               | 15   |
| 2005/06 | Jaycee Okwunwanne                              | Al-Ahli                   | 17   |
| 2006/07 | Rico                                           | Muharraq Club             | 25   |
| 2007/08 | Jaycee Okwunwanne                              | Muharraq Club             | 24   |
| 2008/09 | Abdulrahman Mubarak                            | Al-Riffa SC               | 14   |
| 2009/10 | Rico                                           | Muharraq Club             | 17   |
| 2010/11 | Abdulrahman Mubarak                            | Al-Riffa SC               | 14   |
| 2011/12 | Ahmed Al Khattal                               | Al-Hala                   | 14   |
| 2012/13 | Sami Al Hussini                                | Busaiteen                 | 17   |
| 2013/14 | Thiago Fernandes                               | Manama Club               | 13   |
| 2014/15 | Ismail Abdullatif                              | Muharraq Club             | 16   |
| 2015/16 | Mohammad Saad Al-Rumaihi Ismail Abdullatif     | Hidd SCC Muharraq Club    | 12   |
| 2016/17 | Everton Nascimento de Mendonca Doris Fuakuputu | Manama Club Muharraq Club | 11   |
| 2017/18 | Uche Agba                                      | Al-Najma Club             | 18   |
| 2018/19 | Mouhamadou Dramé                               | Al-Najma Club             | 14   |
| 2019/20 | Kamil Al Aswad                                 | Al-Riffa SC               | 14   |
| 2020/21 | Mahdi Abduljabbar                              | Manama Club               | 12   |
| 2021/22 | Mahdi Abduljabbar                              | Manama Club               | 17   |
| 2022/23 | Mahdi Al-Humaidan                              | al-Khaldiya SC            | 14   |
| 2023/24 | Juninho                                        | al-Najma Club             | 20   |
| 2024/25 | Juninho                                        | al-Najma Club             | 16   |